# Pont de Sidi Maârouf
Le pont de Sidi Maârouf est un ouvrage d'art marocain, de type pont à haubans, d'une longueur de 224 mètres,situé au niveau de l'Autoroute Casablanca - Agadir, il est mis à la circulation le 10 mai 2019.